# CREATIVE OFFICE CUE
CREATIVE OFFICE CUE（株式会社クリエイティブオフィスキュー、英: CREATIVE OFFICE CUE Co., Ltd.）は、北海道札幌市に本拠を置く芸能事務所。テレビ番組や映画、舞台作品の制作も行っている。北海道内で活動するローカルタレントが所属しているが、その中にはTEAM NACSなど全国進出を果たした人物・グループもいる。

## 会社概要
現在は、鈴井貴之の元妻である伊藤亜由美が代表取締役社長を、
初代社長だった鈴井が取締役会長を務めている。
社名の「CUE」（キュー）には、「北海道のエンターテインメント界にキューを出す」という意味が込められている。
鈴井貴之による社訓は「マルチであれ」。
これは、北海道ではラジオパーソナリティー、リポーター、バラエティータレント、舞台俳優などマルチタレントとして活動しなければいけなかったため。
当初は、鈴井貴之が主宰していた劇団OOPARTS（1998年完全消滅）の個人事務所として設立されたが、1997年に鈴井やOOPARTSの劇団員以外のタレントも擁する形で、新たに芸能事務所として設立された。
大泉洋や安田顕など、芸人顔負けのキャラクター性を持つタレントが所属している事務所で、大泉は「お笑い事務所」と評しており、会長の鈴井貴之も認めている。実際にタレント・俳優だけではなく、お笑い芸人のオクラホマも所属している。
大泉は鈴井元夫妻について「タレントという文化が根付かなかった北海道で、やってこれたのは社長と副社長のおかげで尊敬しているし、感謝している」と評している。

## 沿革
- 1992年2月：当時、北海道には芸能事務所がなく、テレビ・ラジオの出演をマネージメントする事務所の必要性を感じた鈴井貴之・亜由美夫妻（当時）が、亜由美のアパレル会社の退職金を元手として、鈴井夫妻（当時）ら劇団OOPARTSの個人事務所として創設[4]。
- 1997年4月22日：芸能事務所「CREATIVE OFFICE CUE」を設立。

- 2000年：鈴井貴之が監督を務める映画『man-hole』の制作に関連し、映画制作を手掛ける傘下の企業として「有限会社マンホールフィルム」を設立。

- 2004年
  - 自社ビルを北海道札幌市中央区大通東8丁目に竣工。
  - 12月15日：大手芸能事務所・アミューズとの業務提携を行う。同年12月に東京で開催されたTEAM NACSの舞台『LOOSER～失い続けてしまうアルバム～』アンコール公演は提携後、初の事業である[5]。

提携後、TEAM NACSの道内の仕事はCREATIVE OFFICE CUEが、道外の仕事はアミューズが手掛けている。
- 2007年6月30日 - 7月1日： 北海道夕張市のマウントレースイスキー場にてGLAYや樋口了一、スターダストレビュー、PUFFYなど北海道や、CREATIVE OFFICE CUEに縁のあるバンド・ミュージシャンが多数参加した野外ロック・フェスティバル「CUE MUSIC JAMBOREE IN YUBARI」を開催。
- 2008年10月：新社屋を北海道札幌市中央区北2条東3丁目に竣工し、本社機能を移転する。同時に多目的ホール「cube garden」を開設する。

- 2012年
  - 1月11日：ベーカリーショップやレストラン事業を展開する傘下企業として「株式会社 Link & Loop」を設立する。
  - 8月1日：それまで社長を務めた鈴井貴之が会長に就任し、同時に副社長であった鈴井（伊藤）亜由美が新社長に就任した[7]。

## 所属者一覧

### 俳優・タレント
- 鈴井貴之（1992年創設。取締役会長）
- TEAM NACS（1996年結成。業務提携：アミューズ）
  - 森崎博之（1999年契約）
  - 安田顕（1993年契約）
  - 戸次重幸（2000年契約。旧芸名：佐藤重幸）
  - 大泉洋（1995年契約）
  - 音尾琢真（2000年契約）
- 小橋亜樹（1999年契約）
- 北川久仁子（2006年契約）
- オクラホマ（1999年見習いとして契約、2000年解雇、2001年再契約）
  - 河野真也
  - 藤尾仁志
- NORD（2016年結成。業務提携：ソニー・ミュージックエンタテインメント）
  - 舟木健
  - 安保卓城
  - 島太星
  - 瀧原光
- 阿部凜（2022年契約）[8]
- 滝谷美夢（2024年契約、元ファイターズガール）

### バンド・ミュージシャン
- Chima（2010年契約。音楽ユニットikireのメンバー。レーベル：ランティス、A-CUE RECORDS）
- 半﨑美子（2020年契約。業務提携。レーベル：日本クラウン）[9]

### スペシャリスト
- 塚田宏幸（brasserie coron with LE CREUSETメインシェフ）

### 過去の所属者
下記のタレントのほか、OOPARTSの劇団員も所属していたが、1998年の完全消滅時に鈴井貴之と安田顕を除く全員が離脱した。グループやバンドに在籍していた者は、グループ卒業または脱退と同時に退所している。
俳優・タレント
- 武田晋（当時・OOPARTSの劇団員。1997年に退所・独立。現在はテアトルアカデミー所属）
- 田中護（当時・OOPARTSの劇団員。1995年に退所。現在はエースエージェント所属）※初代元気くん
- 伝野隆介（当時・OOPARTSの劇団員）
- 岩村真人（同上）
- 長谷川首司（同上）
- 金山幸意（同上）
- 村山秀幸（「オフィスキューネクストジェネレーション2003」により契約→2004年退所）
- 川島直樹（映画『river』出演を機に契約→2006年9月30日付で退所し、芸能界を引退）
- 宮崎奈緒美（「オフィスキューネクストジェネレーション2003」により契約→2009年3月31日付で退所。現在はBrest所属）
- 飯野智行（当時・劇団イナダ組。2005年契約→2010年3月31日付で退所）
- 大下宗吾（「オフィスキューネクストジェネレーション2003」により契約→2018年3月31日付で退所し、芸能界を引退。現在は札幌市内でジンギスカン系飲食店を経営している。詳細は本人記事も参照）
- NEXTAGE（2012年結成、2021年3月31日付で解散）
  - 青木吾朗（2014年11月30日付で退所）
  - 白鳥雄介（2016年3月31日付で退所。現在は脚本家・演出家として活動）
  - 青木一平（2016年9月30日付で退所）
  - 田中温子（解散時のメンバー。2021年3月31日付で退所しDressersへ移籍。）
  - 佐藤亮太（解散時のメンバー。2021年3月31日付で退所。）
  - 戸澤亮（同上）
- NORD
  - 春木大輔（2017年12月23日に行われたNORDワンマンイベントをもって退所）
  - 枝元雷亜（2019年8月6日に行われたNORDイベントをもって退所）
  - 花岡領太（2020年3月31日付で退所）
  - 長崎佑亮（2020年4月30日付で退所）
- 東李苑（元SKE48、2022年9月30日付で退所）
- 安田史生（2014年契約、2022年12月31日付で退所。作曲家。安田顕の実兄）

バンド・ミュージシャン
- Jake stone garage（2007年契約→2015年6月18日に札幌で行われたワンマンライブをもって退所。2018年3月10日に活動休止）
- 月光グリーン（2006年契約→2017年12月31日付で退所）
  - 退所後も、CUE DREAM JAMBOREEのサポートスタッフや、楽曲の制作などCUE関係の業務に携わることが多い。
- 綾野ましろ（2014年契約→2021年12月31日付で退所。所属当時のレーベルはアリオラジャパン→SACRA MUSIC）
- nonoc（2018年契約→2023年12月31日付で退所。レーベル：KADOKAWA）

## 制作・制作協力作品

### テレビ番組
太字は現在レギュラー放送中。
- 水曜どうでしょう（北海道テレビ） - 制作協力
- 1×8いこうよ!（札幌テレビ） - 制作協力
- いばらのもり（北海道テレビ） - 制作協力
- 鈴井の巣（北海道テレビ） - 制作協力
- 鈴井の巣 presents n×u×k×i（北海道テレビ） - 制作協力
- ドラバラ鈴井の巣（北海道テレビ） - 制作協力
- ハナタレナックス（北海道テレビ） - 制作協力
- おにぎりあたためますか（北海道テレビ） - 制作協力
- どーせヒマでしょ?（北海道文化放送） - 制作協力
- チビナックス（札幌テレビ） - 制作
- 鈴井貴之のロケハン。（チャンネルNECO） - 制作協力
- 直CUE!勝負（チャンネルNECO） - 制作協力
- あぐり王国北海道NEXT（北海道放送） - 制作協力
- スープカレー（北海道放送・TBS） - 企画・制作協力
- 親父がくれた秘密〜下荒井5兄弟の帰郷〜（テレビ東京） - 特別協力
- モンキーパーマ（tvk・テレ玉・チバテレ・群テレ・とちテレ・MTV・KBS京都・サンテレビ・OHK・ひかりTV） - 制作
- 不便な便利屋（テレビ東京） - 企画協力
- アオタガイ学園（札幌テレビ） - 制作協力
- がんばれ!TEAM NACS（WOWOW） - 企画

### 映画
- man-hole（2001年）
- river（2003年）
- 銀のエンゼル（2004年）
- N43°（2009年）
- 探偵はBARにいる（2011年）
- しあわせのパン（2012年）
- グッモーエビアン!（2012年）
- 探偵はBARにいる2 ススキノ大交差点（2013年）
- 青天の霹靂（2014年）
- ぶどうのなみだ（2014年）
- 俳優 亀岡拓次（2016年）
- 探偵はBARにいる3（2017年）
- こんな夜更けにバナナかよ 愛しき実話（2018年）
- プリンシパル〜恋する私はヒロインですか?〜（2018年）
- そらのレストラン（2019年）
- 母を亡くした時、僕は遺骨を食べたいと思った。（2019年）
- 新解釈・三國志（2020年）
- 騙し絵の牙（2021年）
- 月の満ち欠け（2022年）

### 舞台作品
- TEAM NACSの舞台（2005年「COMPOSER〜響き続ける旋律の調べ」以降、アミューズと共同）

### 劇団
- OOPARTS（鈴井主宰、森崎・安田参加）
- 劇団イナダ組（森崎・戸次・大泉・音尾・飯野参加）
- upspeak（安田主宰）

### 演劇ユニット
- TEAM NACS（森崎・安田・戸次・大泉・音尾）
- モリプロ（森崎主宰）
- ロックメン（戸次主宰）
- 水曜天幕團（森崎・安田・戸次・大泉・音尾・小橋・藤尾・河野ほか、北海道テレビ放送『水曜どうでしょう』との共同企画）

### その他
- 手風琴21（鈴井・安田参加）
- FAN TAN（大泉・戸次）

## 飲食店経営
札幌市中央区にて、以下の飲食店を経営している。
- boulangerie coron（ブーランジェリー コロン） - 2012年1月に開店したベーカリーショップ、現在3店舗。
- rice noodle comen（ライスヌードル コメン） - 2022年10月7日オープン。道産米100%の米麺を味わえる新しい米麺専門店。

### 閉店店舗
2022年8月21日をもって閉店。
- brasserie coron（ブラッスリー コロン） - 北海道産の農産物を使用した料理と北海道産ワインを提供する料理店。

2005年3月末日をもって終了。
- フーコック（ベトナム料理） - 2005年4月からは元従業員が独立し営業していたが、2013年に洞爺湖に移転、名称変更。
- はしや（和食居酒屋）
- スーア（東南アジア料理）

## 多目的ホール経営
2008年10月に竣工した新社屋内に多目的ホール「cube garden」を同年10月11日に開設した。
- CREATIVE OFFICE CUE主催のライブ・舞台・演劇なども行われる。

## その他
- 2004年 - 2007年には、サントリー「BOSS」の北海道限定CMに所属タレントが出演した[11]。
- 2005年11月6日の北海道新聞朝刊（全道版）に企業広告を掲載した。

見開き2面を使用した大胆なもので、「鈴井貴之が大泉ばりの、もじゃもじゃ頭で箪笥になる」という、強烈な印象を与えるものであった。
- 2006年8月4〜20日にかけて、札幌パルコにて「CUE×PARCO SUMMER EXPO」を開催した。

内容は過去の資料や衣装などを展示する「CUE展」やビアガーデンなどで、初日には安田・音尾・大下を除く所属タレント全員が参加し、平日にもかかわらずファン350人が詰め掛けた。
- 2年に1回、所属タレントが総出演してその年のテーマに沿った歌や芝居などを行うファン向けのライブイベントCUE DREAM JAM-BOREE（通称：ジャンボリー・CDJ）を開催している。

これまで2002年（札幌・旭川・函館）、2004年（札幌・旭川）、2006年・2008年・2010年・2012年・2014年・2016年・2018年（札幌）と計8回を開催しており、2004年から2018年の8公演はそれぞれDVD化されて発表されている。
- 「A-CUE RECORDS」というレコードレーベルがあり、「CUE DREAM JAM-BOREE」のCDなどをリリースしている。